# Dyggvi
Dyggvi o Dyggve (nórdico antiguo: Útil o Efectivo) fue un rey legendario de Suecia de la Casa de Yngling. En el contexto mitológico de su figura legendaria, a su muerte se convirtió en marido de Hela, hija de Loki, reina de Niflheim (inframundo). Le sucedió su hijo Dag el Sabio. Su figura protohistórica aparece en la saga Ynglinga, Ynglingatal e Historia Norwegiæ.
La saga Ynglinga de Snorri Sturluson habla sobre el rey Dyggvi de Suecia:
La madre de Dyggvi era Drótt, hija del rey Danp, hijo de Ríg, el primero a quien llamaron konungr ['rey'] el la lengua de los daneses [nórdico antiguo]. Sus descendientes siempre conservaron el título konungr como la más alta dignidad. Dyggvi fue el primero en su familia que se hizo llamar konungr, sus predecesores se hacían llamar dróttinn ['caudillo'], y sus esposas dróttning, y su corte drótt ['banda de guerra']. Todos los de su estirpe se llamaron Yngvi, or Ynguni, y todos los de su dinastía Ynglingar. La reina Drótt era hermana del rey Dan Mikilláti, de quien Dinamarca tomó su nombre.
Íslendingabók cita una línea de descendencia en Ynglingatal y menciona a Dyggvi como sucesor de Dómarr y predecesor de Dag el Sabio: ix Dómarr. x Dyggvi. xi Dagr.